# Heal The Sky
Heal The Sky («Исцелить небо» или «Исцели небо») — благотворительный музыкальный сборник, опубликованный 12 октября 2023 года на стриминговых сервисах и направленный на помощь детям, пострадавшим от войны на Украине. Куратором сборника стал российский музыкант Борис Гребенщиков, который привлёк к проекту своих друзей и коллег. В сборник вошло 25 ранее не издававшихся композиций всемирно известных музыкантов, включая Дэйва Стюарта, Марианну Фэйтфул, Лизу Джеррард, Марка Алмонда, Ричарда Томпсона, Джексона Брауна, «Jethro Tull», «Transglobal Underground», «Clannad», «Crowded House» и многих других.
Средства, вырученные от продажи и стриминга сборника, планировалось направить в киевскую специализированную детскую больницу «Охматдет».

## История создания
Основная масса песен была собрана в течение двух-трёх месяцев. Гребенщиков просил людей присылать песни «либо совсем неизвестные, либо неизвестные варианты, например запись с концерта». Так, в альбоме звучат концертные записи «Jethro Tull» и «Clannad». Однако несколько людей — Ричард Томпсон, Фил Каннингем, Flook, Кришна Дас — написали мелодии специально для этого альбома.
В интервью Financial Times в сентябре 2023 года Гребенщиков рассказал, что на создание строк открывающей песни альбома («Наступит день, и война станет сном // И в небе вновь будет свет // Но только там, где был мой дом // Его больше нет») его вдохновили фотографии разбомбленных зданий, в том числе дома детства друга в Херсоне: «Никакого дома уже нет, осталась лишь одна воронка. Я видел, как на Украине уничтожали целые театры — а ведь мы в них играли. Я очень хорошо знаю эти места».

## Состав сборника
В песне, которая открывает альбом, поют Дэйв Стюарт и Стиви Никс (по-английски), затем Гребенщиков (по-русски) и затем Сергей Бабкин (по-украински). В интервью Гребенщиков отметил, что «при существующем положении» включить в альбом отдельную песню на русском или украинском языках «было бы неправильно по понятным причинам: слишком сейчас велик антагонизм».
Кроме того, Гребенщиков исполняет вместе со «Steeleye Span» их песню 1989 года о Джеке Холле, который идёт на казнь.
Марк Алмонд исполнил англоязычный вариант песни «Ніч яка місячна», которая в СССР прозвучала в фильме «В бой идут одни «старики»». Джей-Джей Йохансон прислал на выбор несколько песен, из которых Гребенщиков выбрал ту, которая «идеально подходит для нас».

## Список композиций
| №  | Исполнитель             | Название песни                    | Продолжительность |
| 1  | Dave Stewart            | Face To Face (War Song)           | 3:35              |
| 2  | Robert Harrison         | Fishes Loaves And Hand Grenades   | 3:24              |
| 3  | Marianne Faithfull      | Sonnet 54                         | 1:43              |
| 4  | Jethro Tull             | Pastime With Good Company         | 4:11              |
| 5  | Transglobal Underground | Jor                               | 4:27              |
| 6  | Phil Cunningham         | The Sadness Of It All             | 4:04              |
| 7  | Steeleye Span           | Jack Hall                         | 3:33              |
| 8  | Christy Moore           | Viva La Quinta Brigada            | 5:18              |
| 9  | Jackson Browne          | Anything Can Happen               | 4:46              |
| 10 | Lisa Gerrard            | Bluebird                          | 3:11              |
| 11 | Richard Thompson        | Lament For Mariupol               | 3:03              |
| 12 | Marc Almond             | Moonlight Night                   | 4:00              |
| 13 | The Waterboys           | Universal Hall (Live)             | 5:48              |
| 14 | Flook                   | Koady/The Burning Lion            | 4:08              |
| 15 | Krishna Das             | Lokah Samasta (Peace Mantra)      | 6:46              |
| 16 | Brinsley Schwarz        | Seal It With A Kiss               | 3:14              |
| 17 | Clannad                 | Newgrange                         | 3:48              |
| 18 | Jay-Jay Johanson        | My Own Home                       | 2:55              |
| 19 | Crowded House           | Don’t Dream It’s Over (Live)      | 4:39              |
| 20 | Beoga                   | Emigrants Farewell                | 5:34              |
| 21 | The Undertones          | Fight My Corner                   | 2:58              |
| 22 | Roberta Flack           | Running                           | 3:40              |
| 23 | Moving Hearts           | Tribute To Peadar O’Donnel        | 11:46             |
| 24 | Leo Abrahams            | Brittle Star                      | 4:40              |
| 25 | Joe Brown               | All I Want For Christmas Is Peace | 3:12              |